# Apallates ochripes
Apallates ochripes är en tvåvingeart som först beskrevs av Curtis W. Sabrosky 1940.  Apallates ochripes ingår i släktet Apallates och familjen fritflugor.
Artens utbredningsområde är Utah. Inga underarter finns listade i Catalogue of Life.